# Гамнет
«Гамнет» (англ. Hamnet) — роман Меґґі О'Фаррелл 2020 року. Це вигадана розповідь про сина Вільяма Шекспіра, Гамнета, який помер одинадцятирічним 1596 року, зосереджена на горі його батьків. У Канаді роман вийшов під назвою «Гамнет і Джудіт».
2020 року книжка здобула Жіночу літературну премію та Премію Національного кола книжкових критиків за художню літературу, у грудні того ж року вона також стала Книжкою року Warerstones. Наступного року книжка стала «Романом року» літературної премії Dalkey, увійшла до короткого списку Премії Вальтера Скотта та до довгого списку на здобуття медалі Ендрю Карнегі. Її описали в «Litery Review» так: «Це багата історія, як не крути, а уяву О'Фаррелл можна розтягнути набагато далі, ніж у більшості з нас».

## Постановки та екранізація
2023 року відбулася прем'єра сценічної адаптації роману, яку створила Лоліта Чакрабарті в Королівській Шекспірівській компанії у Стратфорді-на-Ейвоні, у нововідкритому, після пандемії COVID-19 та реконструкції, театрі Swan. У вересні п'єсу перенесли до лондонського театру «Гаррік», режисеркою стала Еріка Ваймен, а головні ролі зіграли Меделін Менток у ролі Енн Гетевей, Том Варі у ролі Вільяма Шекспіра та Аджані Кебі в ролі Гамнета. Вистава йшла до лютого 2024 року.
У квітні 2023 року було оголошено про екранізацію, яку частково спродюсувала компанія Amblin Entertainment та режисеркою якої стала Хлої Чжао. Джессі Баклі та Пол Мескаль зіграли головні ролі в однойменному фільмі 2025 року.

## Прийняття
«Гамнет» отримав переважно позитивні відгуки критиків. За даними Book Marks, книжка отримала консенсус «Захопливий» на основі 24 рецензій: 19 «захопливі», 3 «позитивні» і 2 «змішані». На сайті Books in Media книжка отримала оцінку 4,27 із 5 зірок на основі оцінок 18 критиків. У випуску Bookmarks за вересень/жовтень 2020 року книжка отримала чотири зірки з п'яти. У критичному огляді журналу сказано: «У цьому похмурому, але ніжному романі, номінованому на Жіночу літературну премію, О'Фаррелл використовує творчу свободу, щоб створити ліричний і дивовижний твір».

## Переклад українською
2023 року у видавництві «Віват» вийшов український переклад роману. Перекладачка — Євгенія Канчура.

## Нагороди
| рік      | Нагорода/Відзнака                                                  | Категорія          | Результат       | посилання |
| -------- | ------------------------------------------------------------------ | ------------------ | --------------- | --------- |
| 2020 рік | Премія Національного кола книжкових критиків за художню літературу | Художня література | Переміг         | [ 2 ]     |
| 2020 рік | Жіноча літературна премія                                          | —                  | Переміг         | [ 3 ]     |
| 2021 рік | Медаль Ендрю Карнегі                                               | Художня література | Довгий список   | [ 6 ]     |
| 2021 рік | Літературна премія Dalkey                                          | Роман року         | Переміг         | [ 4 ]     |
| 2021 рік | Премія Вальтера Скотта                                             | —                  | Короткий список | [ 5 ]     |